# Rode varenbladgalmug
De rode varenbladgalmug (Dasineura pteridis) is een muggensoort uit de familie van de galmuggen (Cecidomyiidae). De wetenschappelijke naam van de soort is voor het eerst geldig gepubliceerd in 1871 door Muller. Het komt voor in het Palearctisch gebied. De larven maken gallen op de Adelaarsvaren (Pteridium aquilinum).